# União Esporte Clube
Maillots
L'União Esporte Clube est un club brésilien de football basé à Rondonópolis dans l'État du Mato Grosso.